# Мальковичи (Брестская область)
Ма́льковичи (бел. Ма́лькавічы) — агрогородок в Ганцевичском районе Брестской области. Административный центр Мальковичского сельсовета. Население — 942 человека (2019).

## География
Мальковичи находятся в 30 км к юго-востоку от Ганцевичей. Через село проходит автодорога Клецк-Ганцевичи-Лунинец Р13 и железная дорога Барановичи — Лунинец. В агрогородке есть ж/д станция. Местная дорога ведёт из Мальковичей в деревню Задубье. Мальковичи расположены на правом берегу реки Цна (бассейн Днепра). К югу от села проходит граница с Лунинецким районом.

## История
Первое упоминание о Мальковичах датируется XVI веком, шляхетская собственность.
После второго раздела Речи Посполитой (1793) в составе Российской империи, в Пинском уезде Минской губернии. В 1835 году здесь действовала православная церковь. В 1884 году через село прошла ж/д линия, заработала железнодорожная станция. Со станции Мальковичи ежегодно отправлялось около 100 тыс. пудов леса.
В 1918 году село занято германскими войсками, с марта 1919 года — войсками Польши. В начале 1919 года и июле — августе 1920 года — войсками Советской России.
Согласно Рижскому мирному договору (1921) село вошло в состав межвоенной Польши, где принадлежала Лунинецкому повету Полесского воеводства. В 1921 году насчитывала 167 домов и 883 жителя. С 1939 года в составе БССР. В 1940 году здесь было 320 дворов, 2186 жителей, работали лесопильный завод, амбулатория, родильный дом, отделение связи, неполная средняя школа. С 12 октября 1940 года — центр Мальковичского сельсовета.
С конца июня 1941 года по 8 июля 1944 года Мальковичи оккупированы немцами. 10 августа 1941 года около железнодорожной станции гитлеровцами были расстреляны шесть активистов сельсовета, в 1965 году на могиле установлен обелиск. В тот же день фашисты расстреляли 115 евреев. В январе 1944 года в районе Мальковичей действовала партизанская бригада. В 1965 году в память погибших в войну односельчан в центре деревни установлен памятник.
В 1991 году разобрана узкоколейная железная дорога Мальковичи — Заберезье — Плоскинь — Доброславка.

## Инфраструктура
Имеются школа, ясли-сад, действует одноименная железнодорожная станция.

## Культура
- Библиотека-музей. Экспозиции посвящены истории Мальковичей, поэту Ивану Пилиповичу Логвиновичу и др.
- Музей ГУО "Мальковичская средняя школа"

## Достопримечательности
- Два курганных могильника. Расположены соответственно в одном и восьми километрах от посёлка, принадлежали дреговичам. При раскопках найдены стеклянные, бронзовые и глиняные изделия[6]. Могильники относятся к XII—XIII столетию, включены в Государственный список историко-культурных ценностей Республики Беларусь[10].
- Старинное кладбище
- В 1,5 км на восток от аг. Мальковичи, в урочище Гряда размещается мемориальный знак на месте расстрела мирных жителей
- В урочище Запропасть на месте хутора, где родился поэт Иван Пилипович Логвинович установлен памятный знак в его честь
- Могила жертв фашизма с обелиском около ж/д станции.
- Памятник погибшим в войну землякам.
- Церковь Св. Николая (после 1990 года).

### Утраченное наследие
- Католический храм. Был построен при железнодорожной станции в конце 1930-х годов. Погиб в войну. Прослеживаются остатки фундамента. На этом месте установлен католический крест.
- Православная церковь. Была построена в XIX веке, сгорела приблизительно в 1970-х гг. Новый православный храм св. Николая возведён в 1990-х годах в другом месте — у кладбища при выезде на Липск.